# Ajuinen en Look
Ajuinen en Look was een naam van het cabaretduo Mike Boddé en Thomas van Luyn.
Hoewel ajuinen en look in het Vlaams moppen en onraad betekent, speelde dit niet mee bij het verzinnen van een naam voor hun cabaretgroep. Eerst was de naam van hun duo Cabaret Poep en Pies.
Het duo ging vanaf 2006 verder als  simpelweg Mike en Thomas.
Ze wonnen in 1991 het Groninger Studenten Cabaret Festival en daarna ook het Amsterdams Kleinkunst Festival. Ze maakten één show, De fiets van Marleen, die ze ongeveer driehonderd keer hebben gespeeld, iedere keer voor een uitverkochte zaal. Vervolgens viel het duo uit elkaar.
Boddé was daarna regelmatig te horen in het radioprogramma Spijkers met koppen en speelde drie solovoorstellingen. Thomas van Luyn speelde ook solo en speelde in de musical Little Shop of Horrors als Simon.
Net als het uit elkaar gevallen duo Alex en Martine vonden ook Boddé en Van Luyn elkaar weer bij Kopspijkers, en maakten ze voor de VARA vervolgens de absurdistische quiz De Mike & Thomas Show.

## Cabaretprogramma's

### Ajuinen en Look
- 1995: De fiets van Marleen
- 2004-2006: Ajuinen en Look

### Mike en Thomas
- 2007: De Mike en Thomas Kerstrevue
- 2009-2010: Seks, drugs en hoog-barok
- 2012: De Mike en Thomas Kerstrevue